# Louis (chanteur)
Pour les articles homonymes, voir Louis et Choisy (homonymie).
Louis, de son vrai nom Louis-Ronan Choisy, est un auteur-compositeur-interprète et acteur français né le 12 mai 1977 à Paris.

## Biographie
Louis-Ronan Choisy est un auteur-compositeur-interprète et acteur français né le 12 mai 1977 à Paris.
À l'âge de 14 ans, il monte son premier groupe, The Dreams. Il est organiste. Fortement marqué par le rock psychédélique des années 1970, le groupe s'oriente vers la pop et s'appelle désormais Mal de Cap. Il y joue la basse. Les premiers concerts s'enchaînent dans les petits clubs parisiens (Gibus, Erotika...). Puis vient la période punk-glam-rock avec le groupe IKA et ses trois cents concerts à travers la France. Louis-Ronan Choisy devient bassiste-chanteur. Un LP 7 titres, IKA (Sub Continental), est distribué à Paris en 1997 chez quelques disquaires.
À l'âge de 22 ans, alors que le groupe IKA se sépare, il découvre Leonard Cohen et lit Céline ; il décide de changer sa façon de chanter : sa voix devient grave, son écriture plus profonde. Son premier album, D'apparence en apparence (Columbia-SonyBMG), réalisé par Dorian Chaillou (producteur de son ancien groupe IKA), sort en 2003. Il se présente alors par le simple prénom Louis.
Après quelques premières parties (Dani, Tom McRae, etc.) et festivals (Nancy Jazz Pulsations, Francofolies, etc.), il écrit son deuxième album en discothèque et s'entoure d'Alexandre Azaria, connu entre autres pour ses musiques de films. La Nuit m'attend (Columbia-SonyBMG) sort en 2006. Le son est très pop et très « anglais ».
En 2006, il interprète, avec Virginie Ledoyen, un duo de la chanson des années 30 Opium (chanson).
Expérimentant les sonorités électroniques pendant ses concerts, il demande à Yann Cortella, artiste-producteur français, de travailler sur son prochain album dans cette nouvelle voie. Les Enfants du siècle (Neogene Music-EMI) parait en février 2008. C'est un disque new wave.
En 2010, il est à l'affiche du film Le Refuge, de François Ozon, avec Isabelle Carré, avec qui il enregistre la chanson titre. Il interprète Paul, un jeune homme fragile et désaxé. Il compose également la bande originale du film. La même année, il sort son quatrième album, Rivière de plumes (Bonsaï Music/Karamazov production-Harmonia Mundi), réalisé par le guitariste et arrangeur Frédéric Fuchs et par lui-même. C'est un album pop-folk. Il collabore également, pour la première fois, avec le groupe français Nouvelle Vague et reprend, avec Helena Noguerra, la chanson L'Aventurier d’Indochine, sur l’album Couleurs sur Paris (Barclay-Universal). On le voit une nouvelle fois en tant qu’acteur dans le premier long-métrage de Mikhaël Hers, Memory Lane. Un autre projet voit le jour en fin d’année, Le Vague au corps, une vidéo-installation réalisée par l’artiste contemporain Stéphane Querrec. C’est une performance de chants improvisés autour des textes de Virginia Woolf, sur un principe de non-pensée et de réactions pures.
On le voit alors dans plusieurs courts-métrages et on l'entend dans la version française du film Confession d'un enfant du siècle de Sylvie Verheyde, pour lequel il prête sa voix au personnage d'Octave (Pete Doherty).
En 2020, un album purement instrumental et expérimental, Les corps fantômes, succède à l’électrique et urbain Crocodile. Il compose ensuite les musiques originales des films Grotte Cosquer, Homo sapiens et la mer et de Grand Canyon - un voyage au centre de la Terre de Vincent Perazio, qui mélangent écriture orchestrale et sons électroniques.
Patterns of Change, son dernier enregistrement, sort en 2025.

## Œuvres
- 2010 : Bande originale du film Le Refuge de  François Ozon
- 2011 : Musique additionnelle du film Ailleurs c’est ici (CM) de Thomas Creveuil
- 2013 : Musique additionnelle de La Liberté Gamin (CM) de Thomas Creveuil
- 2013 : Bande annonce du festival Jean Carmet 2013
- 2013 : Musique additionnelle de El Turrrf (CM) de lui-même
- 2013 : Bande Originale de la pièce de théâtre Zone Grise de Léa et Chloé Mary
- 2015 : Bande originale du film Loreley (CM) de Julia Delbourg
- 2017 : Bande Originale du film Tartare (CM) de lui-même
- 2022 : Bande Originale du film 1 km à pied (CM) de Pierre Lazarus (Fémis – Arte)
- 2024 : Bande Originale du film Grotte Cosquer, Homo sapiens et la mer (90’) de Vincent Perazio (Antipode – France 5)
- 2024 : Composition, sound design et mixage du film Juliette et Roméo (CM) de Victoria Olloqui
- 2025 : Bande Originale du film Grand Canyon - un voyage au centre de la Terre (90’) de Vincent Perazio (Grand Angle productions – Arte)

## Discographie
- 2003 : D'apparence en apparence (Columbia-SonyBMG)
- 2006 : La nuit m'attend (Columbia-SonyBMG)
- 2008 : Les Enfants du siècle (Neogene Music-EMI)
- 2010 : B.O.F. Le Refuge (Bonsaï/Karamazov-Harmonia Mundi)
- 2010 : Rivière de plumes (Bonsaï/Karamazov-Harmonia Mundi)
- 2014 : Crocodile (Karamazov production)
- 2020 : Les corps fantômes (Karamazov production)
- 2024 : B.O.F. Grotte Cosquer, Homo sapiens et la mer (Cristal Publishing/BOriginal)
- 2025 : B.O.F. Grand Canyon - un voyage au centre de la Terre (Cristal Publishing/BOriginal)
- 2025 : Patterns of Change (Cézame Music)

### Participations
- 2010 : Couleurs sur Paris (Barclay) de Nouvelle Vague (l'Aventurier d'Indochine avec Helena Noguerra)
- 2015 : Scandifornia (Freibank) de Lys Lys (duo sur Much Too Much)

## Filmographie

### Acteur
- 2010 : Le Refuge de François Ozon
- 2010 : Memory Lane de Mikhaël Hers
- 2011 : Le Vague au corps (film expérimental) de Stéphane Querrec
- 2012 : El Turrrf (CM) de Louis-Ronan Choisy
- 2013 : Confession d'un enfant du siècle de Sylvie Verheyde (voix française d'Octave/Pete Doherty)
- 2013 : La Liberté gamin (CM) de Thomas Creveuil et Sylvain Biard
- 2014 : Collision (CM) de Simona Tarasco
- 2014 : Vae Soli (CM) d’Alan Marty
- 2014 : Je suis une révolution (CM) d’Emerson Lefrançois
- 2014 : Mister X (CM) de Stef Meyer et Pascal Bourelier
- 2014 : Chercher Charlie (CM) de Lou Tilly
- 2014 : Loreley (CM) de Julia Delbourg
- 2014 : Lulu (MM) de Caroline Sascha Cogez
- 2015 : Aya et Noah (CM) de Laura Brély
- 2016: Nymphe (CM – USA) de Remi Noir
- 2017 : Tartare (CM) de Louis-Ronan Choisy
- 2017 : Jusqu’à écoulement des stocks (CM) de Pierre Dugowson